# Lou Duva

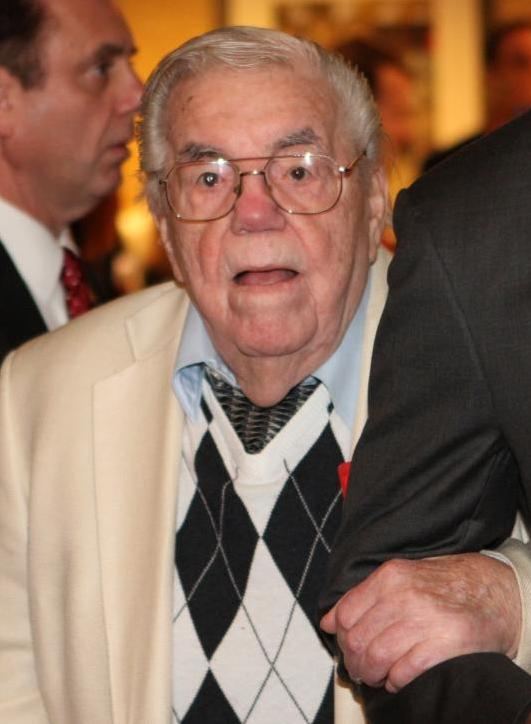
Lou Duva, 2011

Lou Duva (* 28. Mai 1922 in New York City; † 8. März 2017 in Paterson, New Jersey) war ein US-amerikanischer Boxtrainer und -manager. Als Trainer galt er als einer der bedeutendsten. Er ist der Bruder von Carl Duva und der Vater von Dan Duva. Die Familie Duva förderte das Boxen in über 20 Ländern auf 6 Kontinenten.

## Duva als Manager
Duva managte unter anderem Joey Giardello, Rocky Lockridge, Johnny Bumphus, Zab Judah, Shaun George und Michael Marrone.

## Duva als Trainer
Duva trainierte unter anderem Pernell Whitaker, Evander Holyfield, Meldrick Taylor, Michael Moorer, Vinny Pazienza, Mark Breland, José Luis López, Andrew Golota, Tyrell Biggs, Alex Arthur und Scott Frank.

## Aufnahme in Ruhmeshallen
Lou Duva wurde unter anderem in folgenden Ruhmeshallen aufgenommen:
- International Boxing Hall of Fame (Aufnahmejahr 1998)
- New Jersey Boxing Hall of Fame
- National Italian American Sports Hall of Fame
- The Meadowlands Sports Hall of Fame